# 마티 매클러리
마티 리 매클러리(Marty Lee McLeary, 1974년 10월 26일 ~ )는 미국의 야구 선수이자 전 한국 프로야구 롯데 자이언츠에서 활약한 투수이다. 1997년 보스턴 레드삭스에서 데뷔, 2006년 피츠버그 파이리츠에서 활약했다. 2008년 롯데 자이언츠에 입단하여, 선발 중심으로 활약했으나, 불안한 제구력 탓에  5승 5패 평균자책점 4.60에 그치며 그 해 7월에 방출되었다.
1. ↑  정철우 (2008년 7월 23일). “롯데 매클레리 방출...타자 용병 영입 추진”. 이데일리. 2023년 4월 28일에 확인함.